# Philodryas olfersii
Philodryas olfersii es una especie de serpiente de la familia Colubridae. Se distribuye por la mayor parte del centro y norte de Sudamérica, llegando hasta Uruguay y el norte de Argentina. Es la especie tipo de su género.  Es una serpiente semiarbórea y diurna. Es ovípara y se alimenta de pequeños vertebrados. Es una serpiente de tamaño medio y llega a medir 138 cm.
Es una serpiente venenosa, pero se han registrado muy pocos casos de envenenamiento y muy raramente estos son graves, aunque es el colubrido que más casos de envenenamiento causa en Brasil. Los síntomas son parecidos a los del envenenamiento por las víboras del género Bothrops, lo que lleva a que se suministre al paciente con suero antibothrópico sin que esto sea necesario. Los principales síntomas son equimosis, eritema, dolor e inflamación.